# Pikku Vihtajärvi
Pikku Vihtajärvi är en sjö i kommunen Kuusamo i landskapet Norra Österbotten i Finland. Arean är 35 hektar och strandlinjen är 3,37 kilometer lång. Sjön  ingår i Kems huvudavrinningsområde.   Den ligger omkring 220 kilometer öster om Uleåborg och omkring 660 kilometer norr om Helsingfors. 
I sjön finns ön Kotisaari. Pikku Vihtajärvi ligger söder om Iso Vihtajärvi. 